# Zacualpan (kommun i Veracruz)
Zacualpan är en kommun i Mexiko.   Den ligger i delstaten Veracruz, i den sydöstra delen av landet, 140 km nordost om huvudstaden Mexico City.
Följande samhällen finns i Zacualpan:
- General Prim
- El Cojolite
- El Capulín
- Carrizal Chico
- El Demantza
- Ejido Tlachichilquillo
- Cuarta Manzana
- El Guayabal
- Pueblo Nuevo
- Los Telares
- El Tundo
- Cerro Chato
- Plan Grande
- La Baldeza
- Tzocohuite
- El Madroño